# Voglia di tenerezza
Voglia di tenerezza (Terms of Endearment) è un film del 1983 scritto, diretto e prodotto da James L. Brooks e tratto dal romanzo di Larry McMurtry.

## Trama
Aurora Greenway resta vedova ancora giovane e con una figlia piccola, Emma. La donna è possessiva e il rapporto con la figlia è stretto ma anche molto tormentato. Emma sposa l'insegnante Flap Horton contro il volere della madre che infatti non va neanche alle nozze. Successivamente la coppia è costretta a traslocare poiché Flap viene trasferito in un altro college; nel frattempo hanno tre figli, due maschi e una femmina.
Il matrimonio però non è riuscito; i due litigano spesso e le entrate familiari non bastano a sostenere le spese. Emma inizia una relazione con un direttore di banca sposato conosciuto casualmente alla cassa di un supermarket mentre la donna faceva la spesa; successivamente Emma scopre che il marito la tradisce già da tempo con una sua studentessa.
Aurora non si è più risposata, benché abbia sempre dei corteggiatori. In seguito a un attacco di panico dopo la cena del suo compleanno la donna si decide ad accettare un invito del suo nuovo vicino di casa Garrett Breedlove, un ex astronauta della NASA scapolo e donnaiolo. I due iniziano una relazione ma mentre Aurora si innamora dell'uomo, lui non riesce proprio a essere monogamo e la lascia.
Nel frattempo Emma scopre di avere un tumore incurabile: la sua malattia è l'occasione per una riconciliazione con la madre, alla quale affida i suoi tre figli. Nonostante la loro relazione sia finita, Garrett sta vicino ad Aurora per aiutarla a superare il dolore.

## Cast
- Il ruolo di Garrett fu scritto su misura dal regista per l'attore Burt Reynolds che non accettò poiché impegnato; fu allora offerto a James Garner che rifiutò con la motivazione di non apprezzare alcune caratteristiche del personaggio. Harrison Ford rifiutò per non girare scene romantiche con Shirley MacLaine a causa della differenza di età e dopo un quarto rifiuto, quello di Paul Newman, la scelta cadde su Jack Nicholson.
- Inizialmente l'attrice Jennifer Jones acquistò i diritti del romanzo per la realizzazione del film, interpretando personalmente il ruolo di Aurora.
- Le prime attrici contattate da Brooks sono state Sissy Spacek per il ruolo di Emma, Kim Basinger per quello di Patsy e Louise Fletcher per quello di Aurora.
- John Lithgow, impegnato sul set di Footloose, fu chiamato all'ultimo momento per rimpiazzare un altro attore e dovette dividersi fra due set girando le sue scene in tre giorni concessi come pausa dalla produzione di Footloose.
- Il marito di Aurora, presente solo nella scena di apertura della pellicola, è interpretato dalla star del Saturday Night Live Albert Brooks.

## Premi e riconoscimenti
- 1984 - Premio Oscar
  - Miglior film a James L. Brooks
  - Miglior regia a James L. Brooks
  - Miglior attrice protagonista a Shirley MacLaine
  - Miglior attore non protagonista a Jack Nicholson
  - Migliore sceneggiatura non originale a James L. Brooks
  - Candidatura Miglior attrice protagonista a Debra Winger
  - Candidatura Miglior attore non protagonista a John Lithgow
  - Candidatura Migliore scenografia a Polly Platt, Harold Michelson, Tom Pedigo e Anthony Mondell
  - Candidatura Miglior montaggio a Richard Marks
  - Candidatura Miglior sonoro a Donald O. Mitchell, Rick Kline, Kevin O'Connell e James R. Alexander
  - Candidatura Miglior colonna sonora a Michael Gore
- 1984 - Golden Globe
  - Miglior film drammatico
  - Miglior attrice in un film drammatico a Shirley MacLaine
  - Miglior attore non protagonista a Jack Nicholson
  - Migliore sceneggiatura a James L. Brooks
  - Candidatura Migliore regia a James L. Brooks
  - Candidatura Miglior attrice in un film drammatico a Debra Winger
- 1985 - British Academy Film Award
  - Candidatura Miglior attrice protagonista a Shirley MacLaine
- 1983 - National Board of Review Award
  - Miglior film
  - Migliore regia a James L. Brooks
  - Migliori dieci film
  - Miglior attrice protagonista a Shirley MacLaine
  - Miglior attore non protagonista a Jack Nicholson
- 1984 - Kansas City Film Critics Circle Award
  - Miglior film
  - Miglior attore non protagonista a Jack Nicholson
- 1984 - David di Donatello
  - Miglior attrice straniera a Shirley MacLaine
  - Candidatura Miglior film straniero a James L. Brooks
  - Candidatura Miglior attrice straniera a Debra Winger
- 1983 - Los Angeles Film Critics Association Award
  - Miglior film
  - Miglior regista a James L. Brooks
  - Miglior attrice protagonista a Shirley MacLaine
  - Miglior attore non protagonista a Jack Nicholson
  - Migliore sceneggiatura a James L. Brooks
  - Candidatura Miglior attore non protagonista a John Lithgow
- 1983 - New York Film Critics Circle Award
  - Miglior film
  - Miglior attrice protagonista a Shirley MacLaine
  - Miglior attore non protagonista a Jack Nicholson
- 1985 - Awards of the Japanese Academy
  - Candidatura Miglior film straniero
- 1983 - Boston Society of Film Critics Award
  - Miglior film americano
  - Miglior attore non protagonista a Jack Nicholson
- 1984 - Directors Guild of America
  - Migliore regia a James L. Brooks, Austen Jewell, Albert M. Shapiro, Marty P. Ewing e Ira Marvin
- 1984 - National Society of Film Critics Award
  - Miglior attrice protagonista a Debra Winger
  - Miglior attore non protagonista a Jack Nicholson
  - Candidatura Miglior attrice protagonista a Shirley MacLaine
- 1984 - Writers Guild of America
  - Migliore sceneggiatura a James L. Brooks

## Curiosità
- Il film è tratto dal romanzo omonimo di Larry McMurtry, in cui è assente il personaggio di Garrett, ideato dal regista.
- Brooks ha lavorato solo occasionalmente come regista poiché la sua principale attività è quella di produttore del celebre cartone animato I Simpson.
- Nel 1996 la pellicola ha avuto un sequel, Conflitti del cuore, in cui Aurora ha una relazione con un giovane psichiatra (Bill Paxton) e Jack Nicholson appare solo in un cameo.
- Il periodo delle riprese è coinciso con la disintossicazione di Debra Winger da una seria dipendenza dalla cocaina, che le causò molti comportamenti scorretti sul set, fra cui alcuni che la portarono anche a venire alle mani con la MacLaine.